# Люксембургская Швейцария
Люксембургская Швейцария, или Маленькая Швейцария (люкс. Kleng Lëtzebuerger Schwäiz, фр. Petite Suisse Luxembourgeoise, нем. Kleine Luxemburger Schweiz) — область в восточной части Люксембурга, получившая своё название благодаря географическому сходству со Швейцарией. Она также известна под названием Мюллерталь (люкс. Mëllerdall, нем. Müllertal).
Природа региона очень похожа на швейцарскую, здесь преобладает скалистый рельеф, густые леса и множество мелких ручьёв. Самая высокая точка — 414 м над уровнем моря.
Это самая малая область Люксембурга, которая занимает около 7 % территории страны. Здесь находится только один средних размеров город — Эхтернах, который является старейшим городом Люксембурга. Среди других городов можно выделить Бофор, Бердорф и Консдорф.

## Фотогалерея

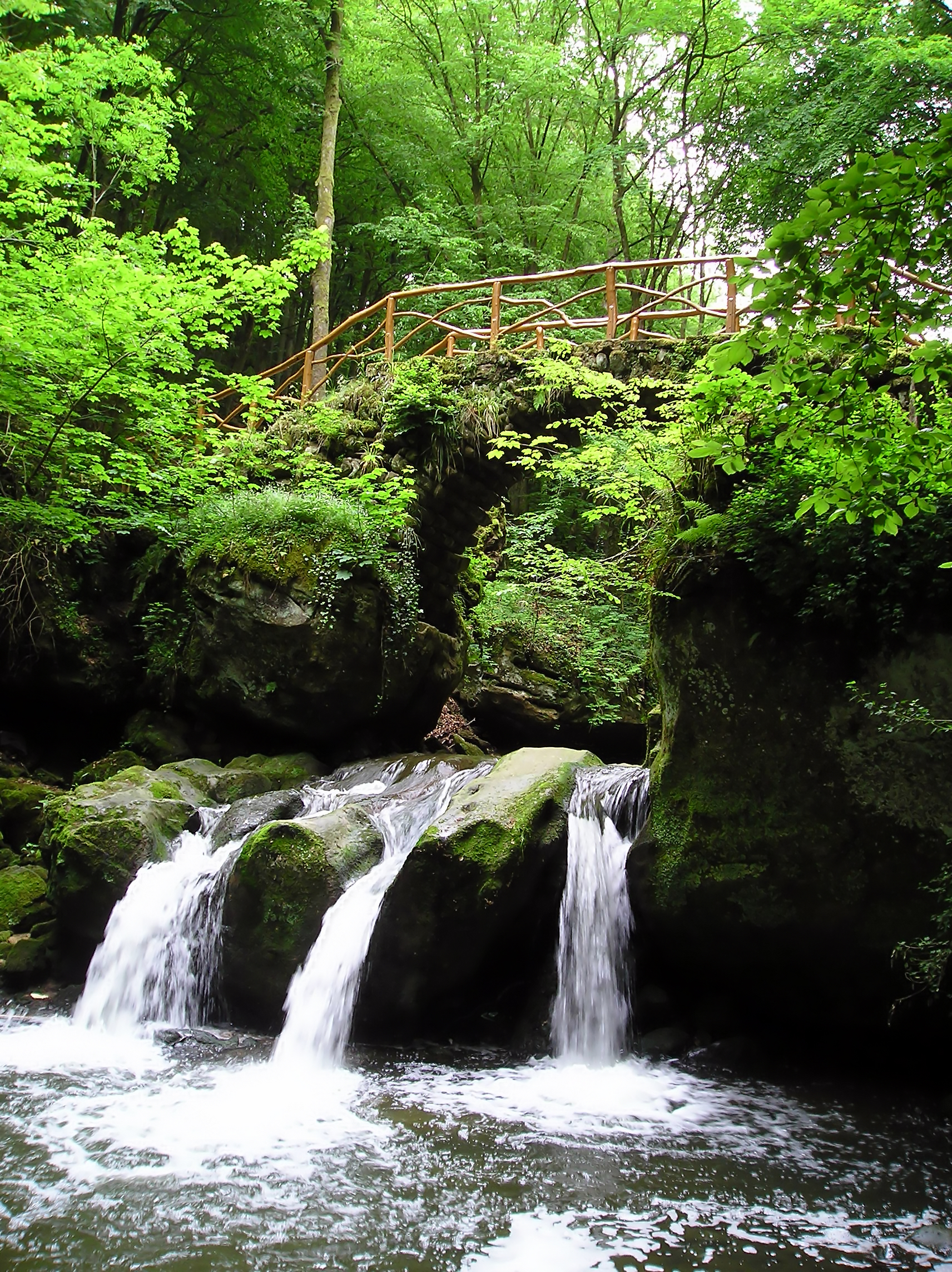
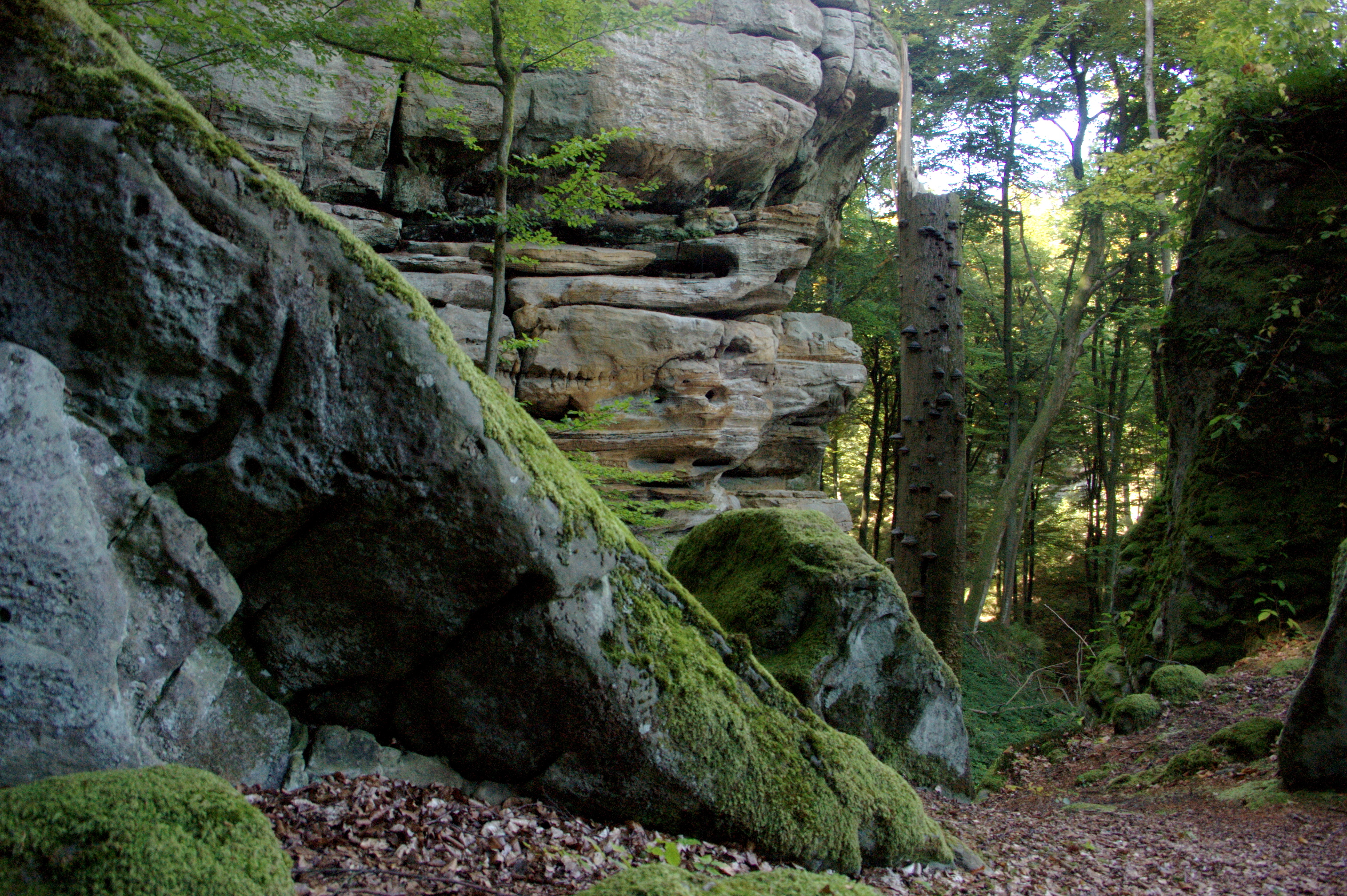
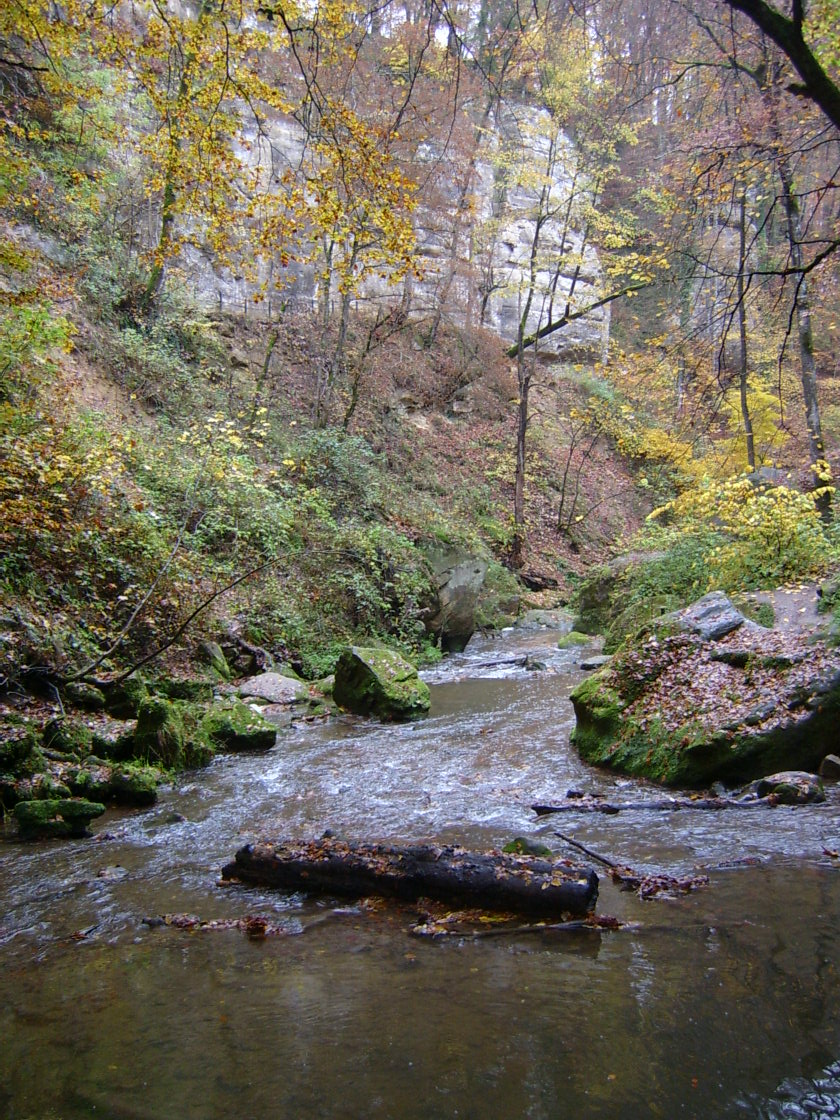